# Charlie w teatrze
Charlie w teatrze (ang. The Property Man) − amerykański film niemy z 1914 roku, w reżyserii Charliego Chaplina. 

## Obsada
- Charlie Chaplin – rekwizytor
- Phyllis Allen
- Alice Davenport – aktorka
- Charles Bennett
- Mack Sennett – widz
- Norma Nichols
- Joe Bordeaux
- Harry McCoy
- Lee Morris